# Kerrin Petty
Kerrin Petty-Nilsson, född 6 januari 1970 i Townshend i Vermont, är en amerikansk-svensk längdskidåkare. Hon representerade USA i vinterspelen 1994 i Lillehammer och i Nagano vinterspelen 1998. Hon vann damklassen i Vasaloppet 1998. samt den inofficiella damklassen 1994 och 1996.
Hennes bästa placering vid vinterspelen 1998 var en 15e plats med laget över 4x5 kilomter.
År 1996 blev hon svensk mästarinna på tremilen.
Petty-Nilsson arbetar som chef inom Region Dalarna över Aromköket i Mora kommun. Hon var tidvis anställd som miljö- och hälsoinspektör vid Forshaga kommun.

### Fotnoter
1. ↑  ”Vasaloppet”. Vasaloppet. Arkiverad från originalet den 3 december 2013. https://web.archive.org/web/20131203033229/http://www.vasaloppet.se/wps/wcm/connect/989fe080449c33e79e4cff27c64f5ec4/segrare_Vasaloppet_sv3bcd.pdf?MOD=AJPERES. Läst 29 november 2013.
2. 1 2 3  ”Kerrin Petty” (på engelska). Olympedia. 2023. https://www.olympedia.org/athletes/82081. Läst 28 februari 2024.
3. ↑  ”Svenska mästare genom tiderna”. Svenska Skidförbundet. Arkiverad från originalet den 7 april 2019. https://web.archive.org/web/20190407085409/https://www.skidor.com/Foljoss/Historikochstatistik/Svenskamastare/Langddamer/. Läst 29 november 2013.
4. ↑  SR.se 22 juli 2010: Idag inleds rötmånaden, läst 12 oktober 2014
5. ↑  Forshaga kommun: Miljö- och byggförvaltning, läst 12 oktober 2014